# TG Würzburg
Die TG Würzburg (TGW oder Turngemeinde Würzburg von 1848 e. V.) ist ein 1848 gegründeter Sportverein in Würzburg.

## Geschichte
Die Turngemeinde Würzburg wurde am 18. Mai 1848 in Würzburg im Café Klinger gegründet. Nachdem sie 1853 verboten worden war, wurde sie 1861 neugegründet.

## Abteilungen
Der Verein besteht aus Abteilungen für Aerobic, Badminton, Basketball, Fechten, Handball, Karate, Leichtathletik, Rhönrad, Taekwondo, Tennis, Tischtennis, Turnen und Volleyball.

### Basketball

#### Frauenmannschaft
Die Basketballmannschaft der Frauen wurde am 10. Januar 1965 mit der Nationalspielerin Helga Nowitzki erstmals süddeutscher Meister und gewann diesen Titel in den folgenden Jahren vier Mal erneut. 1968 erreichten die Basketballerinnen der TG Würzburg Platz 5 in der Meisterschaftsendrunde. 1971 qualifizierten sich die Damen für die neugegründete Basketball-Bundesliga und verfehlten ein Jahr später den Klassenerhalt.

#### Männermannschaft
Die Basketball-Männermannschaft stieg in der Saison 1967/68 als süddeutscher Meister in die Bundesliga auf und stieg in der folgenden Spielzeit wieder ab. Zur Saison 1977/78 qualifizierten sich die Basketballer der TG Würzburg für die 2. Bundesliga. In der Saison 1978/79 stieg die Mannschaft jedoch wieder ab.
In der Saison 2013/14 gelang den „Blue Baskets“ die Meisterschaft in der Regionalliga Südost und damit den Aufstieg in die ProB Süd. 2020 wurde die Mannschaft im Anschluss an die wegen der Ausbreitung des Coronavirus SARS-CoV-2 vorzeitig beendeten Saison 2019/20 aus der 2. Bundesliga ProB zurückgezogen.

### Fechten
Die Fechtabteilung der TG Würzburg wird seit 1. Januar 2013 von Rita König-Römer trainiert, zuvor trainierte Jörg Fiedler die Fechter.

### Rhönrad
Im Rhönradturnen wurde Claudia Geyer von der TG Würzburg im Jahr 1997 Weltmeisterin im Geradeturnen mit Musik.

### Handball
- Bayerischer Meister (4. Liga) 1976 1978
- Bayerischer Vizemeister 1975